# Illustratörcentrum
Illustratörcentrum är en centrumbildning som representerar yrkesverksamma kreatörer inom visuell kommunikation i Sverige.
Den viktigaste verksamheten består av marknadsföring och förmedling av fria yrkesutövare inom animation, grafisk design, kommunikationsdesign och illustration. Förmedlingen sker första hand genom Illustratörcentrums hemsida där fler än 1000 kreatörer och aktiva medlemmar har sina portfolios upplagda.
Marknadsföringen bedrivs genom att Illustratörcentrum medverkar vid olika mässor och varje år ger ut en katalog där ett stort antal av föreningens medlemmar finns representerade. Illustratörcentrum anordnar även föreläsningar och arrangerar utställningar. Illustratörcentrum har drygt 1 400 medlemmar.[källa behövs]
Illustratörcentrum bildades 1975 som en arbetsförmedling med statligt stöd och är en av de tolv Centrumbildningarna som representerar de fria professionella kulturutövarna i Sverige. Verksamheten finansieras till största delen av medel från Statens Kulturråd  och leds av en styrelse och ett kansli. Organisationen har ett nära samarbete med den fackliga organisationen Svenska Tecknare, som arbetar med frågor kring arvoden, avtal, upphovsrätt och juridik. Illustratörcentrum och Svenska Tecknare har även delat lokaler sedan 1979. Illustratörcentums kansli ligger på Hornsgatan 103 i Stockholm där andra intresseorganisationer också huserar.[källa behövs]